# Isabella Andreini
Isabella Canali Andreini (1562 - 10 tháng 6 năm 1604) là diễn viên, ca sĩ, nhà thơ và nhà viết kịch người Ý. Bà là một trong những nữ diễn viên đầu tiên và thành công nhất trong thời kì đầu commedia dell'arte (hài kịch ứng tác) của sân khấu Ý ở thế kỷ 16. Ngoài ra, bà còn được biết với một số tác phẩm thơ và kịch.

## Sự nghiệp sân khấu
Isabella Canali sinh năm 1562 tại Padova, Ý trong một gia đình người Venezia giàu có và danh tiếng. Nhận được sự giáo dục tốt ngay từ nhỏ, bà có thể nói được nhiều ngoại ngữ, trong đó nói trôi chảy tiếng Pháp và tiếng Tây Ban Nha. Ngoài khả năng diễn xuất và văn thơ, Isabella còn là một nhạc sĩ, ca sĩ thành công. Bà sở hữu một chất giọng đẹp, một "soavissimo tocco nella musica" (nhạc cảm rất thanh nhã), tài năng biểu diễn nhiều nhạc cụ cùng sự hiểu biết đáng kể về âm nhạc. Cũng giống như những diễn viên hài kịch ứng tác khác, bà cũng thường hát trên sân khấu. Con dâu của bà sau này, Virginia Andreini, cũng là một ca sĩ nổi tiếng trong thế kỷ 17.
Sự nghiệp diễn xuất của Canali khởi đầu vào năm 1576, khi vào vai một innamorata (tiếng Ý, nghĩa là người phụ nữ đang yêu) trong đoàn kịch danh tiếng Gelosi ở Bologna. Người quản lý đoàn kịch lúc này là Flaminio Scala, đã đem đoàn đi lưu diễn ở Pháp và được biểu diễn trước nhà vua Henri III ở Blois và Paris.
Năm 1578, khi mới chỉ 16 tuổi, Canali kết hôn với Francisco Andreini, một diễn viên đồng nghiệp và sau này đã giữ chức quản lý trong đoàn hát. Sau khi kết hôn với Francisco, sự nghiệp diễn xuất của Isabella đã thu được những thành công lớn, với những vai diễn mang tên mình trong hàng loạt những vở kịch được viết riêng như: La Fortunata Isabella (Isabella may mắn), Le Burle di Isabella (Trò tai quái của Isabella), La gelosa Isabella (Isabella ghen tị) và Isabella astrologa (Isabella, nhà chiêm tinh). Đặc biệt, tác phẩm lừng danh ghi tên tuổi của bà, La Pazzia di Isabella (Sự điên rồ của Isabella), đã được bà biểu diễn trong lễ hội mừng đám cưới của Ferdinando I de Medici xứ Toscana và Christine của Lorraine vào ngày 13 tháng 5 năm 1589. Tác phẩm này đã cho thấy khả năng diễn xuất đa dạng của Isabella, bà không chỉ đóng những vai prima donna innamorata (nữ chính lãng mạn) đã gắn liền với tên tuổi của mình, mà còn có thể bắt chước toàn bộ những vai chính (maschere) khác trong vở hài kịch một cách tài tình, kể cả vai nam và vai nữ, như Pantalone, Graziano, Zanni, Pedrolino, Franceschina.... Với tài năng của mình, bà đã nhận được sự thán phục của cả giới hoàng tộc lẫn dân chúng, đặc biệt khi mà thời kì đó, những quan niệm khắt khe cho rằng nữ diễn viên là những "con điếm hư hỏng", "nhục nhã" cũng như nhiều nước không cho phép nữ giới xuất hiện trên sân khấu, thì thành công của Isabella đã chứng minh cho tài năng nghệ thuật và khả năng theo đuổi sự nghiệp của phụ nữ, bên ngoài cuộc sống gia đình. Ngoài Gelosi, đôi khi bà còn cộng tác với một số đoàn kịch khác như với Confidenti ở Genoa vào năm 1589, Uniti vào năm 1601.
Trong chuyến lưu diễn thứ ba của bà tới Pháp vào mùa đông và mùa xuân năm 1603-1604, Andreini đã biểu diễn trước triều đình Pháp và vua Henri IV ở Fontainebleau và Paris. Chuyến lưu diễn đã thu được những thành công lớn, tài năng diễn xuất của Isabella đã nhận được sự khen ngợi của Henri IV và vương hậu Maria de' Medici. Khi đoàn đi tới Lyon, Isabella đã bị sẩy thai khi đang có mang đứa con thứ 8. Bà qua đời tại Lyon vào ngày 10 tháng 6 năm 1604, khi 42 tuổi.
Sau khi Isabella qua đời, chồng bà Francisco đã từ bỏ sự nghiệp sân khấu và đoàn hát Gelosi cũng từ đó tan rã. Francisco Andreini qua đời vào năm 1624. Họ có bảy người con, 5 trong số đó trở thành các nữ tu và giáo sĩ ở tu viện. Con gái Latvia đã được công tước xứ Mantua, Vincenzo I Gonzagai, nhận làm con nuôi từ năm 1586. Con trai lớn của hai người, Giambattista Andreini, từng là một diễn viên ở Gelosi khi ông 20 tuổi, sau này đã trở thành nhà viết kịch và là người sáng lập đoàn kịch Fedeli.

## Văn chương

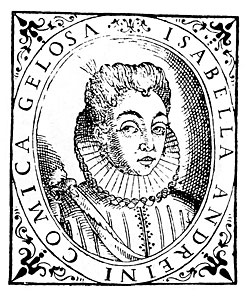
Hình vẽ Isabella Andreini trong bản in năm 1588, khi bà 28 tuổi

Isabella Andreini nổi tiếng và được ngưỡng mộ không chỉ bởi sắc đẹp và tài năng diễn xuất mà còn bởi học vấn, trí tuệ và những tác phẩm của mình. Năm 1588, bà cho ra mắt vở kịch thơ đồng quê mang tên Mirtilla, xuất bản tại Verona và đã được tái bản nhiều lần sau đó. Nội dung vở kịch nói về những trò tai quái của vị thần ái tình Cupid lên một chàng trai và hai cô gái chăn cừu vì thái độ không kính trọng của họ với vị thần. Theo Julie D. Campbell, Mirtilla thể hiện sự thách thức của Isabella với những quan niệm khác biệt về tình yêu đích thực và nhu cầu tự nhiên của người phụ nữ, đặc biệt được bà viết với mục đích phản ứng lại với vở kịch Aminta (1573) của Torquato Tasso. Điều thú vị là vai nam Aminta lại là một trong những vai diễn mà bà đã từng biểu diễn rất nhiều lần trong sự nghiệp, và cũng theo Campbell, trong quá trình làm việc và thảo luận về tác phẩm này đã nảy sinh những mâu thuẫn quan điểm giữa Isabella và Tasso. Mặc dù thế, họ vẫn là những người bạn thân thiết của nhau, và trong một bức thư, Isabella đã từng bày tỏ sự xúc động sâu sắc của bà về cái chết của Torquato Tasso, người "sẽ không bao giờ chết bởi sự lãng quên không bao giờ đủ sức mạnh để có thể che phủ anh".
Năm 1601, Andreini được kết nạp vào Viện hàn lâm Intenti ở Pavia (Accademia degli Intenti di Pavia), ở đó bà có biệt danh là Accesa. Cũng trong năm 1601, bà xuất bản tuyển tập thơ đầu tay, Rime, ở Milan, bao gồm 328 bài thơ ở nhiều thể loại, như sonnet, madrigale, canzoni, centozi, capitoli, scherzi, eclogue... và cả thơ châm biếm hài hước.
Ngoài Rime và Mirtilla, những tác phẩm còn lại đều được xuất bản sau khi Isabella mất. Rime, parte seconda (phần hai của Rime) được xuất bản vào năm 1605 tại Milan, tập hợp những bài thơ được bà viết dành cho đồng nghiệp của Viện Intenti cùng những thành viên trong giới trí thức và quý tộc ở Pháp. Bên cạnh đó, trong Riem, parte seconda, còn có 8 bài thơ mà Isabella đã viết dành cho Mademoiselle Maria de Beaulieu, một thị tỳ của Marguerite của Pháp, đặc biệt ám chỉ tới những mối quan hệ văn chương và cá nhân của mình trong xã hội thượng lưu. Beaulieu đã từng xuất bản một chuyên luận mang tên La Premiere atteinte centre ceux qui accusent la comedie (1603), với nội dung ca ngợi Andreini đồng thời ủng hộ bà và đoàn kịch Gelosi chống lại những người có thái độ và quan niệm phỉ báng chỉ trích giới diễn viên sân khấu.
Lettre (những bức thư) của Isabella, được sưu tầm và xuất bản bởi chồng bà Francisco vào 3 năm sau khi bà mất, đã được tái bản lại 5 lần cho tới năm 1647. Nó bao gồm 148 bức thư, đề cập nhiều đề tài trong đó chủ yếu về danh dự của nữ giới, những xấu xa của tệ nạn mại dâm và những than phiền về sức mạnh của tình yêu. Cùng với sự giúp đỡ của nhà viết kịch và người bạn cũ của Isabella, Flaminio Scala, chồng bà còn tập hợp 31 tác phẩm đối thoại về tình yêu và nghệ thuật sân khấu của Isabella thành một cuốn sách được xuất bản năm 1620, dưới tựa đề Fragmenti di alcune scritture delia Signora Isabella Andreini Comica Gelosa et Academica Intenta (Những mẩu tác phẩm của Isabella Andreini, diễn viên Gelosi và viện sĩ Intenti).

## Tưởng nhớ
Isabella đã được ca ngợi trong những tác phẩm của những nhà thơ lớn như Tasso, Marino và Chiabrera cùng nhiều tác tác giả khác như Franciscus Pola, Leonardo Tedesco... Nhà thơ Pháp Isaac du Ryer đã gọi bà là "một vị thánh dưới hình dạng một người phụ nữ bình thường", trong khi đó những người đồng nghiệp lại tôn vinh bà là "người diễn viên hài kịch vĩ đại nhất" mà họ từng biết. Bà cũng nhận được sự hâm mộ rộng rãi từ những người quý tộc, trong số đó phải kể đến Vincenzo I Gonzaga, Carlo Emanuele I di Savoia, Ferdinando I de' Medici và Francesco I de' Medici, vua Henri IV và Marie de' Medici của nước Pháp cũng như hồng y Cinthio Aldobrandini, cháu trai của Clement VIII... Những tác phẩm viết về bà cũng đã được Giovanni Battista (Giambattista), con trai bà, tập hợp lại trong cuốn sách năm 1606 mang tên Pianto di Apollo (Nước mắt của Apollo), trong số đó Giambattista cũng đã viết 18 vở kịch để tưởng nhớ tới người mẹ đã khuất của mình.
Trong lời đề tựa của một cuốn sách, Francisco đã viết: "sau cái chết của người vợ thân yêu Isabella, tôi đã được nhiều người bạn khuyên rằng nên viết và xuất bản một cái gì đó để có thể bảo vệ cô ấy khỏi sự quên lãng, và có thể nối tiếp một cách xứng đáng những bước đi đầy vinh quang của vợ tôi". Ba năm sau cái chết của Isabella, ông đã viết bài thơ lấy tên của đôi nhân vật chính, Fillide và Corinto, mà trong những dòng đầu là những lời tưởng nhớ đến những niềm vui mà Isabella đã mang lại:
Phyllis, tầm hồn và người vợ thân yêu nhất của anh, khi em sống những ngày bên anh thật rực rỡ và trong lành, hàng ngàn hàng ngàn điều tốt đẹp tràn ngập trong tâm hồn anh, sự may mắn ngọt ngào ban ân huệ cho những lời cầu nguyện, và Thiên đường đã mỉm cười trên sự mãn nguyện anh có.
Sau đám tang long trọng của Isabella, một tấm huân chương đã được đúc để tưởng nhớ tới người diễn viên tài hoa, ở trên một mặt đó là chân dung của Isabella, và mặt còn lại là hình tượng nữ thần của danh tiếng Pheme và dòng chữ Æterna Fama (Danh tiếng bất diệt).
Bởi ảnh hưởng rất lớn của Isabella, nên hiện nay tên của bà vẫn được dùng để đặt cho nhân vật Isabella, một trong những nhân vật nữ innamorati (đang yêu) trên sân khấu hài kịch ứng tác.